# Винн, Бенджамин
Бенжамин Винн — американский композитор, известный как автор саундтреков к мультсериалам «Легенда о Корре», «Легенда об Аанге» и «Кунг-фу панда: Удивительные легенды». Лауреат премии «Эмми».

## Фильмография
1. Просто Пек
2. He Lives
3. Кунг-фу панда: Удивительные легенды
4. Легенда об Аанге
5. Легенда о Корре
6. Танец: Балет Парижской оперы
7. Витрина DC: Мираж
8. Витрина DC: Джона Хекс
9. Витрина DC: Зелёная Стрела
10. Витрина DC: Супермен/Шазам! – Возвращение Чёрного Адама